# William Fleetwood
William Herbert Fleetwood, född 13 maj 1915 i Stockholm, död 22 december 1993 i Stockholm, var en svensk friherre, militär och målare.
Han var son till bankkamreren Karl Fredrik Fleetwood och Karin Bolin och från 1945 gift med Erin Elver Jacobsson. 
Efter studentexamen 1934 studerade Fleetwood konst för Edward Berggren i Stockholm och vid The Byam Shaw School of Drawing and Painting i London 1936–1938. Åren efter studerade han teknik och materiallära för Akke Kumlien samt under studieresor till Italien, Frankrike och Schweiz. Separat ställde han ut i Sundsvall 1946 och senare på Galerie Moderne och Gummesons konsthall i Stockholm. Han medverkade i samlingsutställningarna Unga tecknare på Nationalmuseum och Svensk porträttkonst av i dag på Turestams konsthall i Stockholm samt på Liljevalchs höst och vårsalonger. Hans konst består av porträtt, stilleben, landskapsmålningar från Skåne och norra Lappland. Fleetwood är representerad vid Nationalmuseum i Stockholm. Han är gravsatt i minneslunden på Danderyds kyrkogård.